# Serie A2 Élite
La Serie A2 Élite è il secondo livello del campionato italiano di calcio a 5. Come il massimo campionato, anch'esso è costituito da squadre dilettantistiche. Il torneo è organizzato dalla Divisione Calcio a 5 e nella stagione 2023-24 comprende 26 squadre suddivise in due gironi.

## Storia
Al termine della stagione 2023-24 le formazioni classificatesi tra il secondo e il sesto posto (più la migliore seconda) di ogni girone di serie A2 accedettero direttamente al nuovo campionato insieme alle tre vincenti degli spareggi tra settime, ottave, none, decime classificate (e la migliore undicesima), dando vita alla nuova serie A2 articolata in due gironi da 14 squadre. 

## Formula

### Promozioni
Al termine della stagione regolare sono promosse in Serie A le squadre vincitrici dei due gironi. Le squadre piazzatesi tra il secondo e il quinto posto disputano i play-off per un'ulteriore promozione.

### Retrocessioni
Secondo lo schema della Divisione Calcio a 5, le ultime due di ogni girone, più la perdente del play-out di ogni girone, retrocedono in Serie A2.

## Evoluzione
Dalla stagione 2023-24 si è disputato 1 campionato di Serie A2 Élite, articolati in due gironi:
- Dalla Serie A2 Élite 2023-2024 alla Serie A2 Élite 2023-2024: 26 squadre

### Organico
- 1 volta: 26 squadre (ultima volta: Serie A2 Élite 2023-2024)

## Le squadre partecipanti
Sono 26 i club che hanno preso parte all'unica edizione della Serie A2 Élite giocata dal 2023-2024 al 2023-2024 (in grassetto i club militanti nella Serie A2 Élite 2023-2024).

### Calabria
- 1 volta: Polisportiva Futura

### Campania
- 1 volta: Benevento

### Emilia-Romagna
- 1 volta: Cesena, Modena-Cavezzo

### Friuli-Venezia Giulia
- 1 volta: Pordenone

### Lazio
- 1 volte: Lazio, Roma

### Liguria
- 1 volta: CDM Genova

### Lombardia
- 1 volta: Lecco, Saints Milano

### Molise
- 1 volta: CUS Molise

### Piemonte
- 1 volta: Elledì Fossano

### Puglia
- 1 volta: Capurso, Canosa, Giovinazzo, Itria, Manfredonia

### Sardegna
- 1 volta: Leonardo

### Sicilia
- 1 volta: Melilli, Regalbuto

### Toscana
- 1 volta: Pistoia

### Trentino-Alto Adige
- 1 volta: Olympia Rovereto

### Veneto
- 1 volta: Altamarca, AltoVicentino, MestreFenice, Città di Mestre, Petrarca

## Statistiche e record
- L'Aosta detiene il record di partecipazioni complessive della categoria (17).
- La serie di partecipazioni consecutive più lunga appartiene ex aequo ad Aymavilles, Brillante Roma, CUS Chieti e Belluno (8 edizioni). La striscia più lunga tuttora in corso appartiene al Leonardo (6 edizioni, dal 2017-2018).
- Aymavilles, Belluno e Matera sono le squadre con più partecipazioni alla Serie A2 a non essere mai approdate in Serie A.
- Il Verona è l'unica squadra ad avere vinto due volte il campionato (1998-99 e 2011-12).
- Asti, Atletico Belvedere, Cinecittà, Civitella, CMB, LCF Martina, Maritime, Nepi, Perugia e Real San Giuseppe hanno vinto il campionato al primo e unico anno di militanza nella categoria.
- FF Napoli, LCF Martina, Nepi, Maritime e Olimpus Roma sono le uniche società ad aver concluso una stagione senza sconfitte. Al momento dell'interruzione per via della pandemia di COVID-19, anche il Real San Giuseppe risultava imbattuto a 5 turni dal termine della stagione 2019-20.
- Il Nepi detiene il record di vittorie (24) e di punti (74) stagionali (2003-04).
- Il Maritime e l'FF Napoli sono le sole società ad avere concluso il campionato a punteggio pieno raccogliendo rispettivamente 18 e 20 vittorie in altrettanti turni (2017-18 e 2020-2021). La società campana detiene inoltre il maggior numero di vittorie consecutive (20).
- Pagani (2003-04), Roma Futsal (2008-09) e Giovinazzo (2009-10) detengono il record di sconfitte stagionali: 25.
- Il Domus Chia è la sola società ad avere concluso il campionato con sole sconfitte: 22 in altrettanti turni (2011-12). Al momento dell'interruzione per via della pandemia di COVID-19, nella stagione 2019-20 anche il Bisceglie aveva perso tutte le gare fino ad allora disputate (21).
- Il Cagliari ha perso tutte e tre le finali play-off a cui ha preso parte, di cui due consecutive (2012 e 2013). Quest'ultimo primato è condiviso con l'Augusta (2015 e 2016).
- La Marca Trevigiana è stata l'unica squadra militante in serie A2 ad aver raggiunto la semifinale dei play-off scudetto[1] (2006-07).
- Cagliari, Milano, Napoli, Palermo, Pisa, Policoro, Pomezia, Putignano, Roma, Torino e Venezia sono state interessate da derby cittadini.

## Albo d'oro
Tra parentesi il numero di titoli vinti all'epoca della vittoria.

### Girone A
- 2023-24:  Petrarca (1)

### Girone B
- 2023-24:  Benevento (1)

## Giocatori

### Cannonieri
| Stagione | Nazione                                        | Giocatore                         | Squadra         | Reti  |
| -------- | ---------------------------------------------- | --------------------------------- | --------------- | ----- |
| 2023-24  | Italia (bandiera) · Rep. Dominicana (bandiera) | Antonio Molaro Christian Gardelli | Petrarca Cesena | 34 28 |